# Paweł Śpiewok
Paweł Śpiewok (ur. 16 lipca 1940 w Katowicach, zm. 17 maja 2018 we Wrocławiu) – polski piłkarz (napastnik) i hokeista na lodzie (bramkarz), mistrz Polski w hokeju.

## Kariera sportowa
Był wychowankiem Kolejarza Katowice, równocześnie grał w hokeja w Górniku Katowice jako bramkarz. Z Górnikiem wywalczył wicemistrzostwo Polski w 1959 i mistrzostwo Polski w 1960.
Od 1961 występował w Śląsku Wrocław, z którym w 1964 awansował do I ligi. W ekstraklasie wystąpił 77 razy, strzelając 11 bramek, w 1968 przeszedł do II-ligowego Motoru Lublin, w którym występował do 1971. W latach 70 i 80. wyjeżdżał kilkukrotnie do USA, gdzie m.in. trenował piłkarzy Chicago Eagles. W sezonie 1981/1982 był asystentem Jana Calińskiego w Śląsku Wrocław. W latach 80. dwukrotnie trenował III-ligowy Pafawag Wrocław.